# Astana Open 2023
L'Astana Open 2023 è stato un torneo di tennis giocato nei campi in cemento al coperto. È stata la quarta edizione del torneo, facente parte della categoria ATP Tour 250 nell'ambito dell'ATP Tour 2023. Il torneo si è disputato al National Tennis Centre di Astana, in Kazakistan, dal 27 settembre al 3 ottobre 2023.

## Partecipanti al singolare

### Teste di serie
| Nazionalità | Giocatore         | Ranking* | Testa di serie |
| ----------- | ----------------- | -------- | -------------- |
| Paesi Bassi | Tallon Griekspoor | 24       | 1              |
| Kazakistan  | Aleksandr Bublik  | 28       | 2              |
| Argentina   | Sebastián Báez    | 29       | 3              |
| Rep. Ceca   | Jiří Lehečka      | 30       | 4              |
| Stati Uniti | Sebastian Korda   | 33       | 5              |
| Francia     | Adrian Mannarino  | 34       | 6              |
| Serbia      | Laslo Đere        | 37       | 7              |
| Svizzera    | Stan Wawrinka     | 40       | 8              |

* Ranking al 18 settembre 2023.

### Altri partecipanti
I seguenti giocatori hanno ricevuto una wildcard per il tabellone principale:
- Michail Kukuškin
- Hamad Međedović
- Aleksandr Ševčenko

I seguenti giocatori sono entrati nel tabellone principale passando dalle qualificazioni:

- Jurij Rodionov
- Jahor Herasimaŭ
- Alibek Kačmazov
- Sho Shimabukuro

### Ritiri
Prima del torneo
- Borna Ćorić → sostituito da  Bernabé Zapata Miralles

## Partecipanti al doppio

### Teste di serie
| Nazione     | Giocatore         | Nazione       | Giocatore        | Ranking* | Testa di serie |
| ----------- | ----------------- | ------------- | ---------------- | -------- | -------------- |
| Regno Unito | Jamie Murray      | Nuova Zelanda | Michael Venus    | 50       | 1              |
| Stati Uniti | Nathaniel Lammons | Stati Uniti   | Jackson Withrow  | 55       | 2              |
| Regno Unito | Lloyd Glasspool   | Finlandia     | Harri Heliövaara | 61       | 3              |
| Croazia     | Mate Pavić        | Australia     | John Peers       | 61       | 4              |

* Ranking al 18 settembre 2023.

### Altri partecipanti
Le seguenti coppie di giocatori hanno ricevuto una wildcard per il tabellone principale: 
- Aleksandr Bublik /  Daniil Golubev
- Jahor Herasimaŭ /  Michail Kukuškin

### Ritiri
Prima del torneo
- Marcelo Demoliner /  Matwé Middelkoop → sostituiti da  Ariel Behar /  Adam Pavlásek

## Campioni

### Singolare
Adrian Mannarino ha sconfitto in finale  Sebastian Korda con il punteggio di 4-6, 6-3, 6-2.
• È il quarto titolo in carriera per Mannarino, il secondo in stagione.

### Doppio
Nathaniel Lammons /  Jackson Withrow hanno sconfitto in finale  Mate Pavić /  John Peers con il punteggio di 7-6(4), 7-6(7).